# NGC 2085
NGC 2085 est une nébuleuse en émission située dans la constellation de la Dorade. NGC 2085 a été découverte par l'astronome britannique John Herschel en 1834. Il est aussi possible que cette nébuleuse ait été découverte par James Dunlop le 24 septembre 1826.